# Чемпіонат Швеції з хокею 1933
 Чемпіонат Швеції з хокею: 1933 — 12-й сезон турніру з хокею з шайбою, який проводився за кубковою системою. 
Переможцем змагань став клуб «Гаммарбю» ІФ (Стокгольм).

## Турнір

### Перший раунд
- БК «Нордія» (Стокгольм) - «Лілльянсгофс» ІФ (Стокгольм) 2:1
- Нака СК - УоІФ «Маттеуспойкарна» (Стокгольм) 2:1
- «Реймерсгольмс» ІК (Стокгольм) - Седертельє ІФ 3:1
- «Карлбергс» БК (Стокгольм) - «Трансбергс» ІФ (Стокгольм) 7:3
- Стокгольм ІФ - ІФК Марієфред 6:1

### Другий раунд
- «Карлбергс» БК (Стокгольм) - «Реймерсгольмс» ІК (Стокгольм) 2:1
- «Юргорден» ІФ (Стокгольм) - Нака СК 1:0
- Стокгольм ІФ - БК «Нордія» (Стокгольм) 0:0/1:0

### Чвертьфінал
- «Гаммарбю» ІФ (Стокгольм) - Стокгольм ІФ 7:1
- ІК «Гермес» (Стокгольм) - Седертельє СК 1:1/1:2
- АІК Стокгольм - «Карлбергс» БК (Стокгольм) 1:0
- ІК «Йота» (Стокгольм) - «Юргорден» ІФ (Стокгольм) 2:1

### Півфінал
- «Гаммарбю» ІФ (Стокгольм) - Седертельє СК 5:0
- АІК Стокгольм - ІК «Йота» (Стокгольм) 0:1

### Фінал
- «Гаммарбю» ІФ (Стокгольм) - ІК «Йота» (Стокгольм) 3:1